# Joe's XMASage
Joe's XMASage kompilacijski je album američkog glazbenika Franka Zappe, koji postumno izlazi u prosincu 2005. godine. To je treći iz serije albuma što ih izdaje arhivista Joe Travers. Prvi mu je bio Joe's Corsage (2004.), a drugi Joe's Domage (2004.)

## Popis pjesama
Sve pjesme napisao je Frank Zappa.
1. "Mormon Xmas Dance Report"
2. "Prelude To "The Purse""
3. "Mr. Clean" (Alternate Mix)
4. "Why Don'tcha Do Me Right?"
5. "The Muthers/Power Trio"
6. "The Purse"
7. "The Moon Will Never Be the Same"
8. "GTR Trio"
9. "Suckit Rockit"
10. "Mousie's First Xmas"
11. "The Uncle Frankie Show"

## Vanjske poveznice
- Joe's XMASage na Zappa.com